# Революционное движение имени Тупака Катари
Революционное движение имени Тупака Катари (исп. Movimiento Revolucionario Túpac Katari, MRTK) — левая политическая партия в Боливии.
Революционное движение Тупак Катари было основано в мае 1978 года и представляло собой левую национально-демократическую организацию для всех классов, опирающуюся главным образом на крестьянство и в меньшей степени на другие эксплуатируемые слои. Провозглашало своими целями установление справедливого общества, правление трудящегося большинства и самоопределение народа:44. Среди первоначальных руководителей были Хуан Кондори Уручи, Клементе Рамос Флорес, Даниэль Калле.
Партия утверждала, что истоки своего движения за независимость видит в антиколониальных восстаниях против испанского владычества в 1781 году (руководителями которых были Тупак Катари в Боливии и Тупак Амару II в Перу). Затем оно продолжилось как крестьянские движения в 1946—1952 годах, добившиеся земельной реформы, всеобщего избирательного права и национализации шахт в период Боливийской национальной революции 1952—1964 годов, а также привело к созданию Конфедерации Тупака Катари в 1971 году.
В 1978 году Революционное движение Тупака Катари приняло участие в избирательной коалиции левых сил «Фронт демократического и народного единства», поддержавшей Эрнана Силеса Суасо:150.
После выборов 1978 года MRTK порвало с этим фронтом, а личные разногласия раскололи движение на три фракции:83.
На всеобщих выборах 1979 года возглавляемая Макабео Чила Прието фракция, сохранившая название MRTK, входила в состав Националистического революционного движения-Альянса с Виктором Пасом Эстенсоро в качестве кандидата в президенты:150. Вторую фракцию возглавил Клементе Рамос Флорес, и она присоединилась к Фронту демократического и народного единства, вновь поддерживая Эрнана Силеса Суасо. Третью и крупнейшую партию возглавил Хенаро Флорес Сантос, который отказался участвовать в избирательной гонке и «поручил сторонникам партии голосовать за левых»:83.
В 1980 году MRTK объединилась с Революционной партией националистических левых и её кандидатом Хуаном Лечином Окендо.
MRTK Макабео Чила Прието приняла участие в выборах 1985 года, выдвинув своего лидера в президенты. Он набрал 1,08 % голосов:151, и его партия прекратила существование после выборов:84.
В 1985 году Хенаро Флорес Сантос зарегистрировал Революционно-освободительное движение имени Тупака Катари (Movimiento Revolucionario Túpac Katari de Liberacion, MRTKL) :68. Он участвавл в выборах 1985 года, набрав 2,11 % голосов:151.
В течение первого года существования внутренние разногласия возникли и в MRTKL. Сформировались два крыла: во главе с Хенаро Флоресом Сантосом, с одной стороны, и с депутатами от партии Виктором Уго Карденасом и Вальтером Рейнагой Васкесом, с другой. На партийном съезде 1988 года Хенаро Флорес Сантос покинул партию с некоторыми из своих сторонников, сформировав Катаристский объединенный фронт освобождения (FULKA). Обе стороны потеряли поддержку, когда внутренние разногласия стали достоянием общественности. Уход Хенаро Флореса Сантоса всё равно не привёл к единству в MRTKL: ни Виктор Уго Карденас, ни Вальтер Рейнага Васкес не согласились на вторую позицию в новой партийной иерархии. Виктор Уго Карденас в конце концов опередил своего соперника:84.
MRTKL приняла участие в выборах 1989 года, и её кандидат в президенты Виктор Уго Карденас набрал 1,6 % голосов:152. Хотя кандидаты от коренных народов собрали большие толпы, они обнаружили, что многие крестьяне уже были приверженцами Националистического революционного движения, Левого революционного движения или других партий, у которых было больше шансов на победу:152.